# Cleo Springs
Cleo Springs è un comune degli Stati Uniti d'America, situato nello Stato dell'Oklahoma, nella Contea di Major.